# Рухи Су
Рухи Су (псевдоним, имя при рождении Мехмет Рухи Су (тур. Mehmet Ruhi Su), 20 октября 1912 — 20 сентября 1985) — турецкий композитор и оперный певец, исполнявший народные песни. В 1960-е годы получил большую известность среди турецких левых за симпатии к социализму. За свои левые убеждения подвергался преследованиям.

## Биография
Родился 20 октября 1912 года в Ване. Его родители погибли во время Первой мировой войны, после этого Рухи был усыновлён семьёй из Аданы. По мнению сына Рухи Су, его отец имел армянское происхождение.
Во время французской оккупации Аданы родители Рухи Су были вынуждены бежать, и будущий певец оказался в приюте. Там он начал учиться играть на скрипке, а также петь песни.
В 1936 году окончил «Musiki Muallim Mektebi» в Анкаре. В 1942 году — государственную консерваторию. Во время учёбы познакомился с левым активистом Хамди Конуром, который заинтересовал его левыми идеями. Однажды из-за этого полиция, подозревавшая Рухи в связях с коммунистами, провела обыск в его доме. После допроса Рухи был отпущен.
После окончания преподавал музыку в лицеях Анкары. В этот период Рухи познакомился с Ашиком Вейселем. В 1942-45 годах вёл музыкальное шоу на Государственном радио Анкары. В 1945 году оставил преподавание и начал карьеру оперного певца. Она прервалась в 1952 году, когда Рухи был арестован по подозрению в связях с Коммунистической партией Турции и приговорён к пяти годам тюремного заключения.
В тюрьме он женился, а также написал множество песен. В основе части песен Рухи Су лежат народные мотивы, но есть и, например, основанные на стихах Назыма Хикмета. В 1960-х годах социализм был популярен в Турции и Рухи был одним из самых знаменитых среди представителей турецкого левого движения. Рухи Су написал музыку к фильму Атыфа Йылмаза «Karacoğlan’ın Kara Sevdası». Директор «Yapı Kredi Bank» Казым Ташкент Рухи создать собственный музыкальный клуб.
В 1974 году Рухи основал группу «Dostlar Korosu», в составе которой дал множество концертов.
После государственного переворота 1980 года прекратил деятельность. Умер 20 сентября 1985 года.

### Личная жизнь
Впервые женился во время учёбы, от первого брака у Рухи был сын Гюнгёр. Развёлся в начале 1950-х годов. Второй раз женился в тюрьме. Его женой стала сидевшая там же левая политическая активистка Сыдыка Умут.